# Serge Cantat
Serge Cantat, né le 3 juin 1973 à Paris, est un mathématicien français.

## Biographie
Serge Cantat est ancien élève de l'École normale supérieure de Lyon; il a obtenu son doctorat en 1999 à Lyon sous la direction d'Étienne Ghys (titre de sa thèse  : Automorphismes des surfaces complexes ). Il est assistant à l'université de Rennes de 2000 à 2006, puis chargé de recherches de 2006 à 2011, avec une année à l'université Cornell en 2006-2007, ensuite chargé de recherches puis directeur de recherches à Paris jusqu'en 2013, et depuis à Rennes. Il est professeur à l'Université Rennes-I.

## Travaux de recherche
Serge Cantat s'intéresse à la dynamique complexe et à la dynamique des automorphismes des surfaces algébriques. Il a étudié la structure algébrique du groupe de Cremona et a montré, avec Lamy, qu'en dimension deux ce n'est pas un groupe simple. En particulier, si {\displaystyle k} est le corps des nombres complexes, le groupe de Cremona contient une famille indénombrable de sous-groupes normaux distincts.

## Responsabilités scientifiques
- Membre du comité de rédaction : Comptes Rendus de l’Académie des Sciences de Paris, Annales Henri Lebesgue puis Annales scientifiques de l'École normale supérieure.
- Organisateur des "Journées Louis Antoine", depuis leur début.
- Membre du comité scientifique du Hausdorff Research Institute for Mathematics au sein du Centre Hausdorff pour les mathématiques.

## Distinctions
- 2025 : Médaille d'argent du CNRS[3]
- 2018 : Conférencier invité au Congrès international des mathématiciens de Rio de Janeiro
- 2012 : Prix Paul Doistau-Émile Blutet pour ses travaux sur les systèmes dynamiques (et plus particulièrement les systèmes dynamiques holomorphes).
- 2012 : Conférencier invité au Congrès européen des mathématiciens de Cracovie (Groupe de Cremona en deux variables).
- 2012 : Prix La Recherche.

## Publications (sélection)
- Serge Cantat, « Dynamique des automorphismes des surfaces K3 », Acta Mathematica, vol. 187,‎ 2001, p. 1–57 (DOI 10.1007/bf02392831, lire en ligne)

- avec C. Favre : Symétries birationnelles des surfaces feuilletées. , J. Reine Ange. Mathématiques. , Volume 561, 2003, pp. 199–235, Arxiv
- Serge Cantat, « Endomorphismes des variétes homogènes », L'Enseignement mathématique 2e série, vol. 49, nos 3-4,‎ 2003, p. 237–262.
- Difféomorphismes holomorphes Anosov, Commentarii Math. Helvetici, Volume 79, 2004, p. 779-797
- avec Frank Loray : Dynamique holomorphique, équation Painlevé VI et variétés de caractères, Annales de l'Institut Fourier, Volume 59, 2009, pp. 2927-2978, Arxiv
- Serge Cantat, « Bers and Hénon, Painlevé and Schrödinger », Duke Math. J., vol. 149, no 3,‎ 2009, p. 411-460 (DOI 10.1215/00127094-2009-042, arXiv 0711.1727, lire en ligne).
- Serge Cantat, Antoine Chambert-Loir, Vincent Guedj (éditeurs), Quelques aspects des systèmes dynamiques polynomiaux, Société Mathématique de France, coll. « Panoramas et Synthèses » (no 30), 2010, x+ 341 (ISBN 978-2-85629-338-6, zbMATH 1237.37007, lire en ligne).
- Quelques aspects des systèmes dynamiques polynomiaux, Existence, exemples, rigiditè, p. 13–96,
- avec Chambert-Loir : Dynamique p-adique (d'après les exposés de Jean-Christophe Yoccoz), p. 295 ( Arxiv )

- Serge Cantat et Abdelghani Zeghib, « Holomorphic actions, Kummer examples, and Zimmer program », Annales scientifiques de l'École normale supérieure, vol. 45, no 3,‎ 2012, p. 447–489 (DOI 10.24033/asens.2170, arXiv 1011.4768, lire en ligne, consulté le 24 juin 2025)
- Sur les groupes de transformations birationnelles des surfaces, Annals of Math. , Volume 174, 2012, pp. 299–334
- Serge Cantat et Igor Dolgachev, « Rational surfaces with a large group of automorphisms », Journal of the American Mathematical Society, vol. 25, no 3,‎ juillet 2012, p. 863–905 (DOI 10.1090/S0894-0347-2012-00732-2, arXiv 1106.0930, lire en ligne, consulté le 23 juin 2025)
- Dynamique des automorphismes de surfaces complexes compactes, dans : Frontiers in Complex Dynamics: In celebration of John Milnor's 80th birthday, Princeton Mathematical Series, Princeton University Press, 2012, pp. 463–514
- Serge Cantat, Stéphane Lamy, Yves Cornulie, « Normal subgroups in the Cremona group », Acta Math., vol. 210, no 1,‎ 2013, p. 31-94 (DOI 10.1007/s11511-013-0090-1, arXiv 1007.0895, lire en ligne, consulté le 23 juin 2025).